# Европско првенство у атлетици за јуниоре 2009 — 5.000 метара за јуниоре
Такмичење у трчању на 5.000 метара у мушкој конкуренцији на на 20. Европском првенству у атлетици за јуниоре 2009. у Новом Саду одржано је 25. јула 2009. на Стадиону Карађорђе.
Титулу освојену у Хенгело 2007, није бранио Моурад Амдоуни из Француске.

## Земље учеснице
Учествовао је 21 такмичар из 15 земаља.
1. Азербејџан (1)
2. Белорусија (1)
3. Израел (1)
4. Немачка (1)
5. Норвешка (2)
6. Португалија (1)
7. Румунија (1)
8. Србија (1)
9. Турска (1)
10. Украјина (1)
11. Француска (3)
12. Холандија (1)
13. Чешка (1)
14. Шведска (3)
15. Шпанија (2)

## Освајачи медаља
|                              |                     |                           |
| Хајле Ибрахимов · Азербејџан | Јакуб Живец · Чешка | Аитор Фернандез · Шпанија |

## Сатница
| Датум   | Време | Коло   |
| ------- | ----- | ------ |
| 25. јул | 19:15 | Финале |

## Рекорди
| Рекорди пре почетка Европског првенства 2009. | Рекорди пре почетка Европског првенства 2009. | Рекорди пре почетка Европског првенства 2009. | Рекорди пре почетка Европског првенства 2009. | Рекорди пре почетка Европског првенства 2009. | Рекорди пре почетка Европског првенства 2009. |
| Рекорди                                       | Атлетичар                                     | Земља                                         | Време                                         | Место                                         | Датум                                         |
| --------------------------------------------- | --------------------------------------------- | --------------------------------------------- | --------------------------------------------- | --------------------------------------------- | --------------------------------------------- |
| Европски рекорд У-20                          | Стив Бинс                                     | Велика Британија                              | 13:27,04                                      | Лондон, Уједињено Краљевство                  | 14. септембар 1979.                           |
| Рекорди европских првенстава У-20             | Стив Бинс                                     | Велика Британија                              | 13:44,37                                      | Бидгошћ, Пољска                               | 18. август 1979.                              |

## Резултати

### Финале
Такмичење је одржано 25. јула.
Почетак такмичења: 19:15.
| Место | Атлетичар            | Земља       | ЛР       | ЛРС      | Резултат | Белешка |
| ----- | -------------------- | ----------- | -------- | -------- | -------- | ------- |
|       | Хајле Ибрахимов      | Азербејџан  | 13:53,60 | 13:53,60 | 14:01,19 | НР      |
|       | Јакуб Живец          | Чешка       | 14:30,69 | 14:30,69 | 14:10,58 | ЛР      |
|       | Аитор Фернандез      | Шпанија     | 14:33,80 | 14:33,80 | 14:20,14 | ЛР      |
| 4.    | Сергеј Платонов      | Белорусија  | 14:35,49 | 14:35,49 | 14:22,65 | ЛР      |
| 5.    | Сондре Нордстад Моен | Норвешка    | 14:09,54 | 14:09,54 | 14:26,23 |         |
| 6.    | Хусам Буалагуи       | Француска   | 14:11,47 | 14:11,47 | 14:27,40 |         |
| 7.    | Јеспер ван дер Филен | Холандија   | 14:31,82 | 14:31,82 | 14:29,47 | ЛР      |
| 8.    | Симон Денисел        | Француска   | 14:18,20 | 14:18,20 | 14:37,86 |         |
| 9.    | Демир Озан           | Турска      | 14:39,01 | 14:39,01 | 14:38,75 | ЛР      |
| 10.   | Ларс Ерик Малде      | Норвешка    | 14:30,70 | 14:30,70 | 14:41,97 |         |
| 11.   | Жозе Коста           | Португалија | 14:29,90 | 14:29,90 | 14:47,61 |         |
| 12.   | Адријан Јонел Трифан | Румунија    | 14:43,99 | 14:43,99 | 14:48,53 |         |
| 13.   | Јоси Гоасду          | Француска   | 14:37,40 | 14:37,40 | 14:48,62 |         |
| 14.   | Инделау Текеле       | Израел      | 14:34,85 | 14:42,99 | 14:59,19 |         |
| 15.   | Иван Стребков        | Украјина    | 14:30,34 | 14:30,34 | 14:59,81 |         |
| 16.   | Јаиме Вила           | Шпанија     | 14:43,47 | 14:43,47 | 15:03,83 |         |
| 17.   | Антон Данилсон       | Шведска     | 14:35,40 | 14:35,40 | 15:15,73 |         |
| 18.   | Густаф Алтин         | Шведска     | 14:37,93 | 14:37,93 | 15:31,73 |         |
| 19.   | Оле Калеред          | Шведска     | 14:41,51 | 14:41,51 | 15:38,34 |         |
|       | Немања Церовац       | Србија      | 14:39,77 |          | НЗ       |         |
|       | Кристоф Хинц         | Немачка     | 14:33,36 | 14:33,36 | НЗ       |         |

### Пролазна времена
| Дистанца | Време    | Атлетичар       | Држава     |
| -------- | -------- | --------------- | ---------- |
| 1.000 м  | 2:54,25  | Хајле Ибрахимов | Азербејџан |
| 2.000 м  | 5:45,16  | Хајле Ибрахимов | Азербејџан |
| 3.000 м  | 8:35,41  | Хајле Ибрахимов | Азербејџан |
| 4.000 м  | 11:20,30 | Хајле Ибрахимов | Азербејџан |